# Конга (приток Вотчи)
Конга — река в России, протекает по территории Бабушкинского района Вологодской области. Устье реки находится в 60 км по правому берегу реки Вотча. Длина реки составляет 22 км. В 8 км по правому берегу реки Конга в неё впадает крупнейший приток — Головкова.
Исток находится в болотах в 45 км к востоку от Села имени Бабушкина (районного центра). Конга протекает по лесистой, заболоченной и ненаселённой местности. В верхнем и среднем течении течёт на запад, после впадения крупнейшего притока — реки Головкова поворачивает на юг. Впадает в Вотчу тремя километрами выше деревни Шилово (Миньковское сельское поселение).

## Данные водного реестра
По данным государственного водного реестра России относится к Двинско-Печорскому бассейновому округу, водохозяйственный участок реки — Северная Двина от начала реки до впадения реки Вычегда, без рек Юг и Сухона (от истока до Кубенского гидроузла), речной подбассейн реки — Сухона. Речной бассейн реки — Северная Двина.
По данным геоинформационной системы водохозяйственного районирования территории РФ, подготовленной Федеральным агентством водных ресурсов:
- Код водного объекта в государственном водном реестре — 03020100312103000008428
- Код по гидрологической изученности (ГИ) — 103000842
- Код бассейна — 03.02.01.003
- Номер тома по ГИ — 03
- Выпуск по ГИ — 0